# 布萊科格爾山
47°30′50″N 13°17′54″E / 47.51389°N 13.29833°E

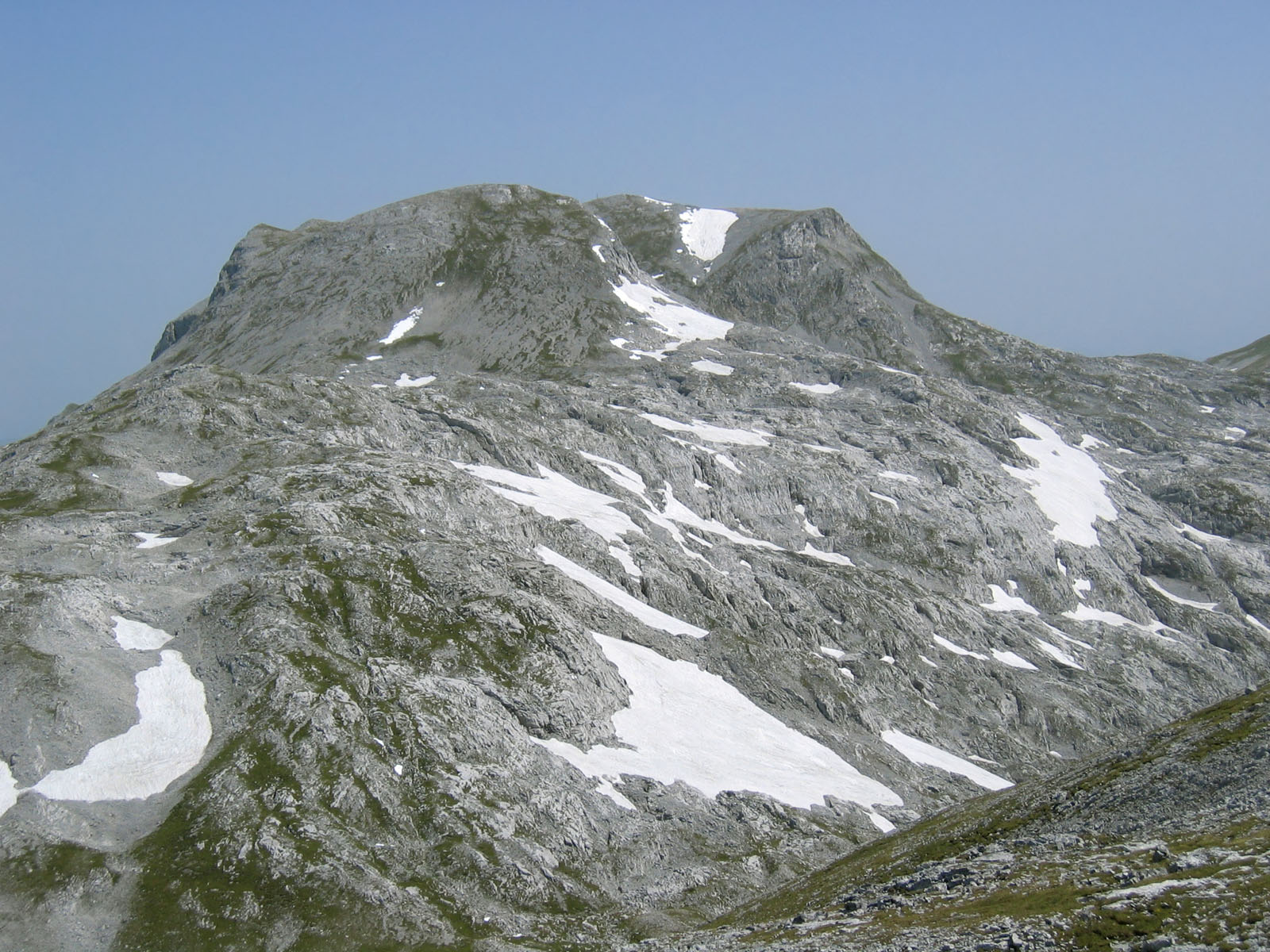

布萊科格爾山（德語：Bleikogel），是奧地利的山峰，位於該國中部，由薩爾茨堡州負責管轄，屬於北石灰岩山脈中滕嫩山脈的一部分，距離勞赫克山5.6公里，海拔高度2,411米。